# Perska Dywizja Kozacka

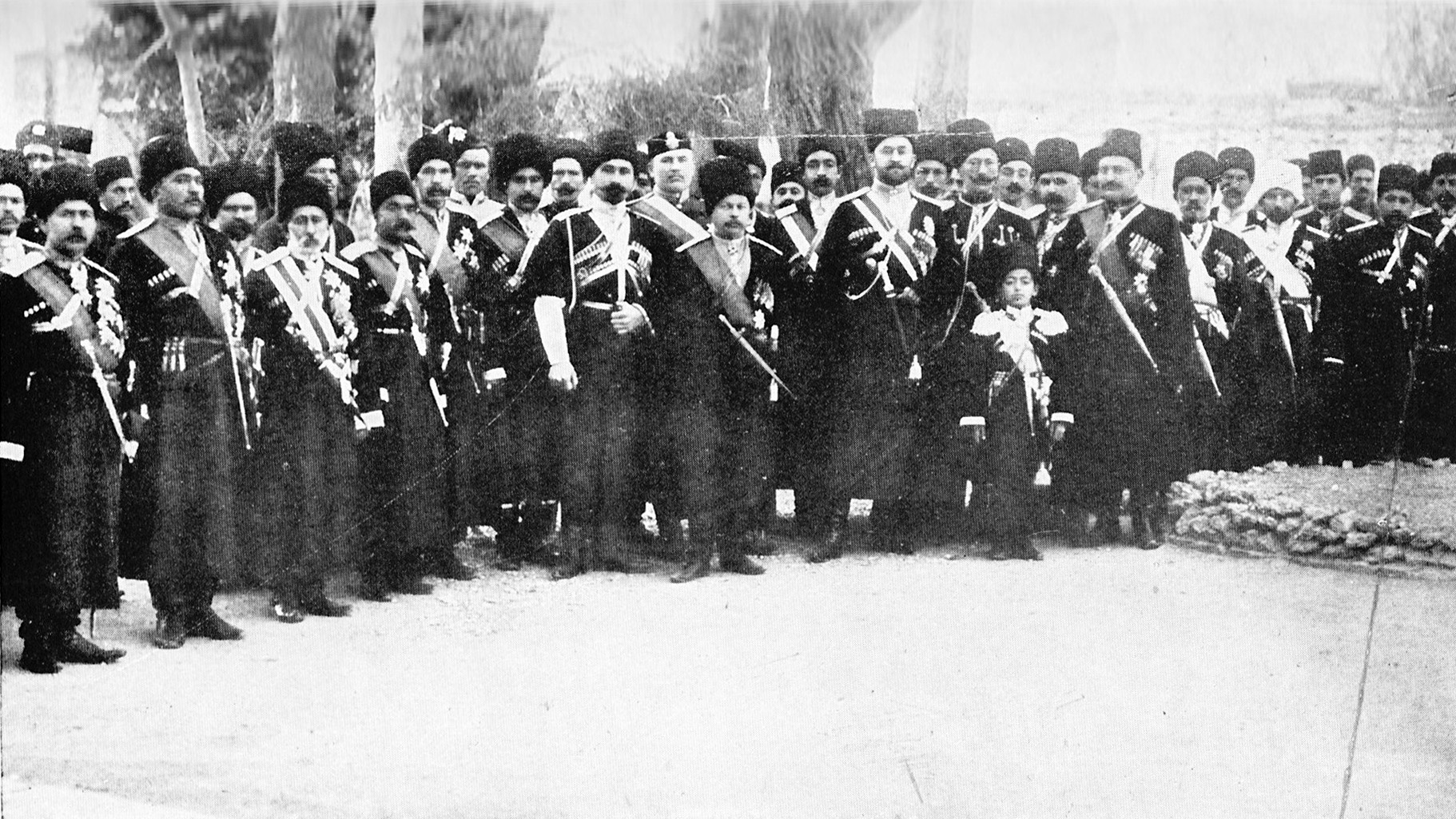
Żołnierze Perskiej Brygady Kozackiej w Tabrizie w 1909 r.

Perska Dywizja Kozacka (ros. Персидская казачья дивизия, pers. Berīgād-e qazzāq) – kozacka jednostka wojskowa złożona z Rosjan i Irańczyków służąca w Persji w latach 1879–1921.
W 1878 r. podróżujący po Europie szach Persji Naser ad-Din odwiedził też Rosję. Wielkie wrażenie zrobiły na nim eskortującego go kozackie oddziały wojskowe z Kaukazu. W związku z tym poprosił cara Mikołaja II o przysłanie do Persji instruktorów wojskowych, którzy mogliby zorganizować i wyszkolić tego typu oddział wojskowy. W lipcu 1879 r. rosyjscy instruktorzy sformowali 400-osobowy Perski Kozacki Pułk Jego Wysokości Szacha, na czele którego stanął ppłk Aleksiej I. Domontowicz, pełniący w Persji funkcję instruktora wyszkolenia kawalerii. Oddział został zorganizowany dokładnie według wzoru kozackiego pułku kawalerii armii rosyjskiej. W jego skład wchodzili wyłącznie potomkowie muzułmańskich imigrantów, którzy zamieszkali na rosyjskim Kaukazie.
W 1882 r. pułk za zgodą szacha został przeorganizowany w 2-pułkową brygadę, której dowódcą od 1883 r. był płk Piotr Czarkowski, od 1885 r. płk Kuzmin-Karawajew, zaś od 1891 r. płk Aleksandr K. Szneur. Formalnie brygada była podporządkowana perskiemu ministrowi wojny, zaś faktycznie wysłannikowi rosyjskich władz urzędującemu w Teheranie. Żołnierzami brygady mogli zostać obecnie rekruci irańscy, ale preferowani byli przedstawiciele mniejszości narodowych i etnicznych. Takim przykładem był Mirza Madrus, pochodzący z mniejszości ormiańskiej z okolic Isfahanu, który doszedł aż do funkcji szefa sztabu jednostki. Oficerowie rosyjscy służyli na kilkuletnich kontraktach, zawieranych z władzami perskimi, które były odnawiane. Początkowo było ich jedynie 8, aby wzrosnąć do liczby około 120 w momencie rozwiązania jednostki. Irańczycy mogli dojść do stanowisk oficerskich, ale z reguły byli młodszymi oficerami.
Brygada pełniła przede wszystkim rolę jednego z głównych instrumentów wpływu Rosji na wewnętrzne sprawy Persji. Pod względem wojskowym ochraniała szacha i jego dwór, a także konsulaty i misje dyplomatyczne obcych państw, ministerstwa, arsenały, banki, magazyny wojskowe i inne instalacje militarne. Jednakże do połowy lat 90. XIX w. rosyjska misja dyplomatyczna w niewielkim stopniu wtrącała się w sprawy jednostki. W tym czasie następował stopniowy upadek brygady, spowodowany niekompetencją wielu rosyjskich oficerów, intrygami rosyjskiego korpusu dyplomatycznego i rosnącym w siłę antyrosyjskim stronnictwem na dworze szacha. Poza tym istniały coraz większe problemy z finansowaniem jednostki. Jej liczebność spadła do ok. 200 żołnierzy. W tej sytuacji szach zamierzał nawet zredukowanie brygady do stanu niewielkiej gwardii pałacowej. Nowy dowódca brygady, płk Władimir A. Kosogowski, który objął swoją funkcję w 1894 r., doprowadził jednak do znacznej poprawy sytuacji. Przywrócił morale i dyscyplinę wśród żołnierzy oraz doprowadził do zlikwidowania intryg i konfliktów w korpusie oficerskim. Brygada doszła do stanu liczebnego ok. 1,5 tys. ludzi. Składała się głównie z kawalerii z niedużym pododdziałem piechoty i baterią artylerii. Kolejnym jej dowódcą od 1903 r. był płk Fiodor G. Czernozubow.
Po zabójstwie szacha Naser ad-Dina 1 maja 1896 r., Kozacy zabezpieczyli główne miejsca w Teheranie, w tym budynki rosyjskiego przedstawicielstwa dyplomatycznego i rosyjskiego banku, po czym ochraniali przybycie na początku czerwca do stolicy nowego szacha Mozzafar ad-Dina. W 1901 r. stłumili lokalne powstanie przeciwko szachowi w Farsie. Brygada, dowodzona od 1906 r. przez płk. Władimira I. Liachowa, zaś od 1909 r. przez płk. N. P. Badbołskiego, odegrała znaczącą rolę podczas rewolucji konstytucyjnej w latach 1905–1911. Podczas swoich działań 24 czerwca 1908 r. ostrzelała z dział irański Medżlis, a następnie żołnierze schwytali wielu przeciwników szacha. Około 400 Kozaków zostało dołączonych do wojsk szacha, oblegających Tebriz. Z kolei inny oddział kozacki brygady powstrzymał Irańczyków idących z Teheranu na pomoc oblężonym. Po opanowaniu Teheranu przez siły konstytucjonalistów 13 lipca 1908 r., Kozacy zapewnili ochronę uciekającemu szachowi.
W 1914 r. dowództwo brygady objął płk Prozorkiewicz. Latem 1916 r. brygada została przeformowana w dywizję. Na jej czele stał gen. von Majdell, zaś od 1917 r. płk Gieorgij J. Klerże. Jednostka liczyła około 8 tys. żołnierzy. Od jesieni 1916 r. była podzielona na Oddziały, których nazwy pochodziły od irańskich miejscowości: Ardebilski, Gilański, Zendżański, Isfahański, Kazwiński, Kermanszahski, Kurdystański, Lorestański, Mazanderański, Mienszedski, Resztski, Tabrizki, Teherański, Urmijski, Hamadański, Chorasański i Aragski. Utworzono też korpus kadetów dywizji.
Po rewolucji październikowej morale i dyscyplina w dywizji silnie upadły. Większość oficerów powróciła do Rosji, gdzie przeszła na stronę Białych Rosjan. Nie doprowadziło to jednak do rozwiązania jednostki. Władze irańskie zamierzały użyć jej do zwalczania wewnętrznych wrogów i ewentualnego odparcia bolszewickiej interwencji zbrojnej na północy kraju. Od 1918 r. dywizja pod dowództwem płk. Wsiewołoda D. Starosielskiego była ściśle związana z brytyjską misją wojskową w Iranie, która w całości przejęła jej finansowanie. Kozacy zostali wysłani do Azerbejdżanu, gdzie podjęli walkę z wojskami bolszewickimi i miejscowych komunistów, osiągając początkowo duże sukcesy.
Po powrocie do Iranu pod naciskiem Brytyjczyków, którzy zawarli umowę z szachem, wszyscy rosyjscy oficerowie jesienią 1920 r. zostali zwolnieni ze służby, zaś dowództwo przeszło w ręce Irańczyków. Dywizję zasilili też brytyjscy oficerowie. Dowódcą jednostki został brygadier generał Reza Pahlawi, który na początku 1921 r. przeprowadził wojskowy zamach stanu, obejmując władzę jako nowy szach Iranu. Większość dywizji została skoncentrowana w Kazwinie, po czym w nocy z 20 na 21 lutego opanowała główne punkty w Teheranie. Przez następne 3 dni trwały aresztowania przeciwników puczystów. Reza Pahlavi objął stanowisko ministra wojny i głównodowodzącego armią irańską. Jego rozkazem dywizja została wysłana do północnej prowincji Gilan w celu powstrzymania wojsk bolszewickich i miejscowych rewolucjonistów, do czego doszło we wrześniu. Następnie przy pomocy m.in. Kozaków Irańczycy odzyskali kontrolę nad Kurdystanem i irańskim Azerbejdżanem.
Pod koniec 1921 r. rozkazem Rezy Pahlawiego Perska Dywizja Kozacka została rozwiązana, a jej żołnierze weszli w skład nowo formowanej Narodowej Armii Irańskiej.